# Fiord

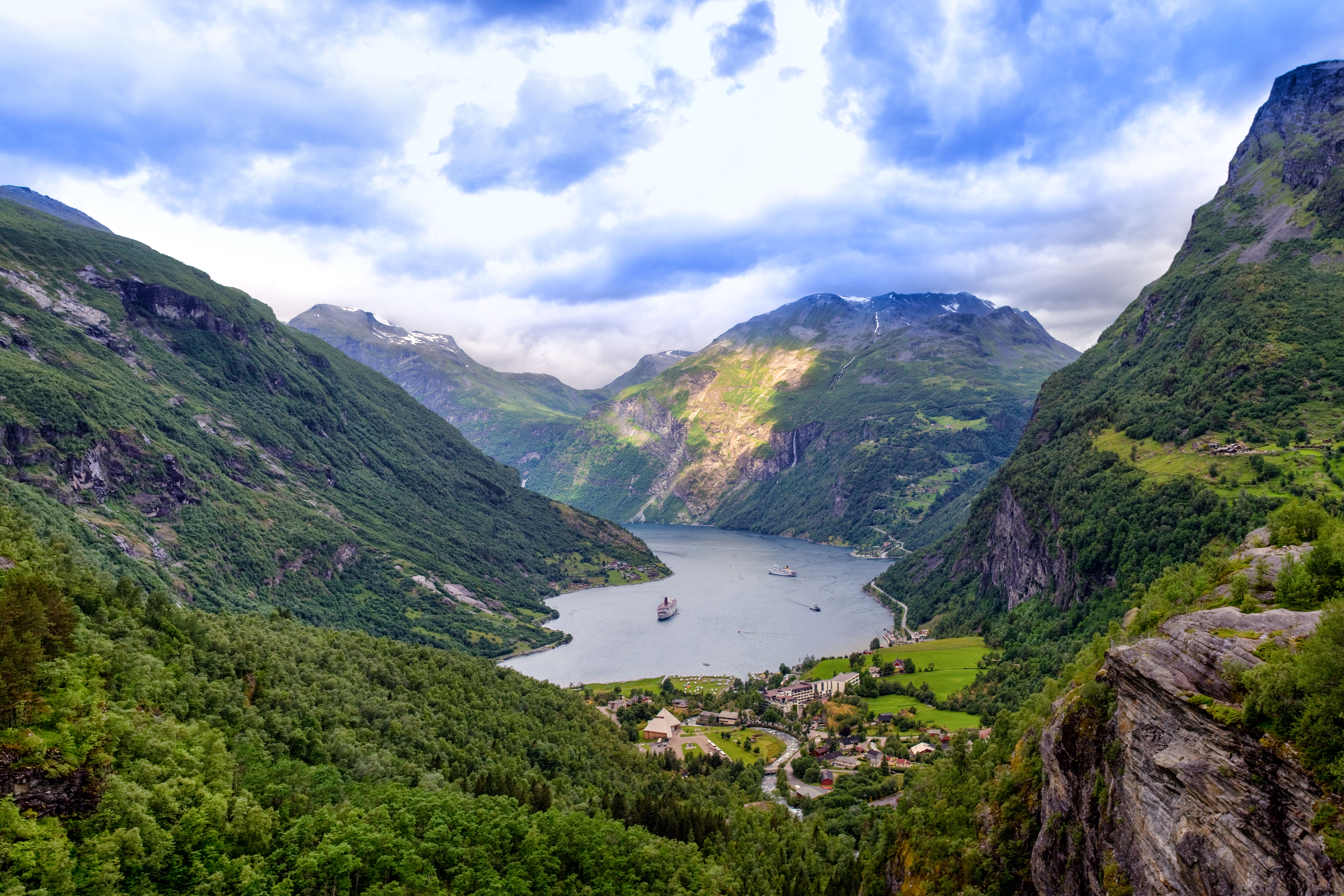
Vista del la capçalera del fiord de Geiranger

Un fiord és una antiga vall glacial que ha estat inundada per l'aigua del mar després de la desaparició de les glaceres del període quaternari. Morfològicament és un braç de mar, sovint de gran profunditat i envoltat per vores molt escarpades, que penetra terra endins. Per exemple, el Sognefjord s'endinsa més de 200 km a l'interior i presenta una fondària de més de 1.100 metres en alguns punts. La gran fondària dels fiords només és compatible amb l'acció de les glaceres, normalment és més gran en la part mitjana i superior degut a que el poder erosiu de les glaceres és més gran a prop del seu origen.
Els fiords tenen la forma característica en forma d'U de les valls glacials, com la part inferior, la menys inclinada de la U, es troba submergida, les parets visibles poden aixecar-se molts metres verticalment sobre el nivell de les aigües. Presenten els accidents morfològics típics del glacialisme, com per exemple, cubetes, replans, terrasses o valls penjades. Aquestes valls penjades laterals originen cascades i saltants, un exemple notable és el fiord de Geiranger, on hi destaca, entre d'altres, la cascada de les Set Germanes. En molts casos la vall s'estén cap a l'interior, de vegades una petita glacera roman al cap de la vall, d'altres el riu que va formar la vall original s'ha restablert i ha construït un delta a la capçalera del fiord, sovint aquest delta és l'únic indret on es poden establir pobles i granges.

## Etimologia
El mot és d'origen escandinau, on fjord s'empra, més àmpliament que en català, per a tota entrada estreta costa endins. El mot català prové del noruec fjord.

## Fiords al món
En general, estan situats en costes muntanyoses occidentals (obertes cap a ponent), més enllà dels 48° de latitud a l'hemisferi nord i dels 42° al sud. Hom troba fiords a les costes de:
- Noruega, amb valls penjades que produeixen cascades de gran alçada que cauen directament al mar.
- Islàndia
- Groenlàndia
- Dinamarca
- oest d'Escòcia (on són anomenats sea lochs)
- sud-oest de l'illa sud de Nova Zelanda
- oest de l'Amèrica del Nord, des del sud de la Colúmbia Britànica fins a Alaska
- oest de Terranova
- sud de Xile

Els fiords més llargs del món són:
1. Scoresby Sund a Groenlàndia, (350 km)
2. Sognefjord a Noruega (203 km)
3. Hardangerfjord a Noruega (179 km)

Els fiords amb més fondària són:
1. Skelton Inlet a l'Antàrtida: 1.933 m
2. Sognefjord a Noruega: 1.308 m
3. Canal Messier a Xile: 1.288 m

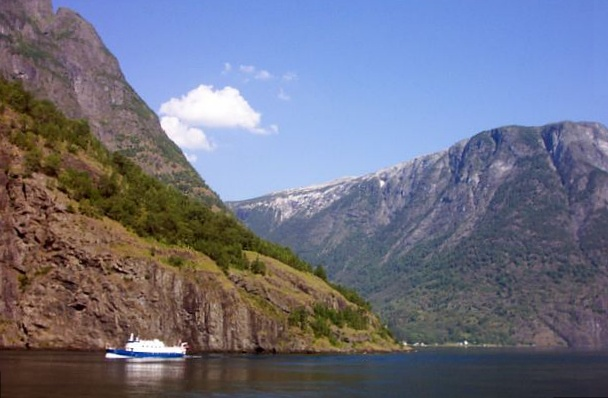
Nærøyfjord a Noruega.

Les llargues badies semblants als fiords de Nova Anglaterra són a vegades anomenades "fiards".
La badia de Lim, a Ístria, va ser creada per les forces erosives del riu Pazinčica, no per geleres, de manera que estrictament no hi és aplicable el nom de "Fiord de Lim" que a vegades se li aplica.